# Rubén de la Red
Rubén de la Red Gutierrez (né le 5 juin 1985 à Móstoles) est un footballeur espagnol, qui joue au poste de milieu de terrain. 
De la Red est diplômé du système éducatif du Real Madrid. Après avoir mis un terme à sa carrière de joueur, il devient entraîneur.

## Historique
Il fait ses débuts dans l'équipe le 10 novembre 2004 contre Tenerife dans la Copa del Rey.
Rubén arrive au sein du système éducatif du Real Madrid à tout juste 14 ans (saison 1999/2000) : il est alors le plus jeune des Cadete B. Un an après, quand le club lui annonce qu'il n'est pas assez bon, le jeune Rubén ne perd pas de temps et signe avec Móstoles. Peu de temps après, les dirigeants Madrid réalisent l'erreur qu'ils ont commise et décident de signer à nouveau avec de la Red. Après sa quatrième saison avec le club, l'entraîneur de De la Red, Quique Sánchez Flores, qui s'apprêtait à rejoindre le club de Getafe, exprime son envie d'emmener son protégé avec lui mais Madrid rejette la proposition. De la Red dit alors : « Je suis fier que Quique s'intéresse tellement à moi, mais pour moi le Real Madrid est le choix numéro un ; c'est clair et tout le reste passe après. »
Autre citation de De la Red, au sujet de son poste au sein de l'équipe : « ça n'a pas d'importance à mes yeux. J'aime un peu plus jouer en avant, mais je crois avoir les qualités requises pour être centre ou avant-centre. » (il mesure 1,86 m pour 82 kg.) Rubén dit en outre qu'à son poste il se sent comme Fernando Redondo, son idole, aidant tout à la fois en attaque et en défense.
Après une première crise au sein de l'équipe du Real, à l'issue d'un match contre le Recreativo au cours duquel les joueurs subissent plusieurs blessures et éprouvent des difficultés à marquer, De la Red est fait titulaire avec ses collègues Torres et Nieto. Sélectionné pour un match contre Saragosse, il manque un tir, contre l'ancien gardien de but du Real, Cesar. Peu après, à Majorque, il rate une nouvelle opportunité. Mais il a déjà marqué face à l'équipe d'Ecija en Copa Del Rey (5-1) d'un but somptueux.
Le 31 août 2007, il signe pour 2 ans à Getafe CF, mais le Real se réserve une option de retour sur le joueur.
Les performances de Rubén de la Red ont été tellement bonnes avec Getafe qu'après seulement une saison, le Real a levé l'option de retour sur le joueur, alors qu'il était convoité par de nombreux clubs. Cette saison 2007-2008 est à l'origine de sa convocation pour l'Euro 2008 avec l'Espagne et de son retour au Real Madrid sous les ordres de Bernd Schuster. Durant son seul tournoi majeur, il inscrit son premier but sous les couleurs espagnoles face à la Grèce lors du dernier match de poule. 
Il marque un très beau but lors du match retour de la Supercoupe d'Espagne, en 2008, contribuant ainsi au succès de son équipe.
Il est victime d'une syncope sur le terrain du Real Irún, lors d'un match de coupe, le 30 octobre 2008. Ruben se réveille quelques instants plus tard, rassurant ainsi tout le monde. Il est cependant forfait pour le restant de la saison 2008/2009. L'état de son cœur étant toujours incertain, il doit déclarer forfait pour la saison 2009/2010, puis pour la saison 2010/2011.
Le 4 novembre 2010, lors d'une conférence de presse émouvante, il annonce, en larmes, la fin de sa carrière professionnelle : « Je dois m'arrêter en raison d'un problème au cœur. Un cœur qui est toujours plein de madridisme ».
En octobre 2015, il prend les commandes de l'équipe réserve de Getafe CF. Il le reste jusqu'en 2016.

## Carrière
- 2004-2007 : Real Madrid Castilla  Espagne
- 2006-2007 : Real Madrid  Espagne
- 2007-2008 : Getafe CF  Espagne
- 2008-2010 : Real Madrid  Espagne

## Palmarès

### En Club
- Au Real Madrid : 
  - Champion d'Espagne : 2007.
  - Vainqueur de la Supercoupe d'Espagne : 2008.

- A Getafe : 
  - Finaliste de la Coupe d'Espagne : 2008.

### Enéquipe nationale
- Avec l'équipe d'Espagne A : 
  - Vainqueur de l'Euro 2008.

- Avec l'équipe d'Espagne -19 ans : 
  - Vainqueur du Championnat d'Europe des moins de 19 ans : 2004.

### Buts en sélection
| Buts en sélection de Rubén de la Red | Buts en sélection de Rubén de la Red | Buts en sélection de Rubén de la Red | Buts en sélection de Rubén de la Red | Buts en sélection de Rubén de la Red | Buts en sélection de Rubén de la Red | Buts en sélection de Rubén de la Red |
| #                                    | Date                                 | Lieu                                 | Adversaire                           | Score                                | Résultats                            | Compétitions                         |
| ------------------------------------ | ------------------------------------ | ------------------------------------ | ------------------------------------ | ------------------------------------ | ------------------------------------ | ------------------------------------ |
| 1                                    | 18 juin 2008                         | Red Bull Arena, Salzbourg            | Grèce                                | 1-1                                  | 2-1                                  | Euro 2008                            |